# Ibrahima Konaté
Ibrahima Konaté (ur. 25 maja 1999 w Paryżu) – francuski piłkarz pochodzenia malijskiego, grający na pozycji obrońcy w angielskim klubie Liverpool oraz w reprezentacji Francji. Srebrny medalista Mistrzostw Świata 2022. 

## Życiorys
W czasach juniorskich trenował w Paris FC (2009–2014) oraz w FC Sochaux-Montbéliard (2014–2016). W lipcu 2016 roku dołączył do drużyny rezerw tego ostatniego. Dokładnie pół roku później został piłkarzem pierwszej drużyny tego klubu. W rozgrywkach Ligue 2 zadebiutował 7 lutego 2017 w przegranym 0:1 meczu z AJ Auxerre. Pierwszą bramkę w lidze zdobył natomiast 7 kwietnia 2017 w spotkaniu z Chamois Niortais FC, które Sochaux przegrało 1:3. Po sezonie 2016/2017 odszedł na zasadzie wolnego transferu do niemieckiego klubu RB Leipzig, podpisując z nim pięcioletni kontrakt 12 czerwca. W Bundeslidze zadebiutował 1 października 2017 w wygranym 2:1 meczu z 1. FC Köln. W sezonie 2017/2018 równolegle do seniorskich rozgrywek wystąpił także w Lidze Młodzieżowej UEFA oraz w rozgrywkach A-Junioren Bundesliga Nord/Nordost.